# I Know You Don’t Love Me
I Know You Don’t Love Me – singiel amerykańskiego rapera Tony’ego Yayo. Utwór pochodzi z debiutanckiego albumu Thoughts of a Predicate Felon. Gościnnie występują członkowie grupy muzycznej G-Unit.